# William Church (Erfinder)
William Church (* um 1778 in Vermont; † 1863 in Birmingham) war der Erfinder der Typensetzmaschine und der Typengießmaschine, auf welche er 1822 ein Patent erhielt. Die Maschinen sollten helfen, das Setzen von Schrift zu beschleunigen.

## Leben
William Church wurde ca. 1778 in Vermont geboren. Seit etwa 1807 begann er eine Setzmaschine zu entwickeln. Im Jahr 1820 siedelte er nach England über und lebte in Birmingham. Die Entwicklung seiner Maschine führte er in England fort, es dauerte aber insgesamt 15 Jahre, bis er die Typensetzmaschine und auch die Typengießmaschine fertigstellen konnte. Am 18. Februar 1822 erhielt Church schließlich ein Patent auf seine Entwicklungen. Im folgenden Jahr richtete William Church eine Presse in Birmingham ein, wo seine Maschinen in der Praxis erprobt wurden. William Church war insgesamt 40 Jahre als Ingenieur tätig.

## Leistungen

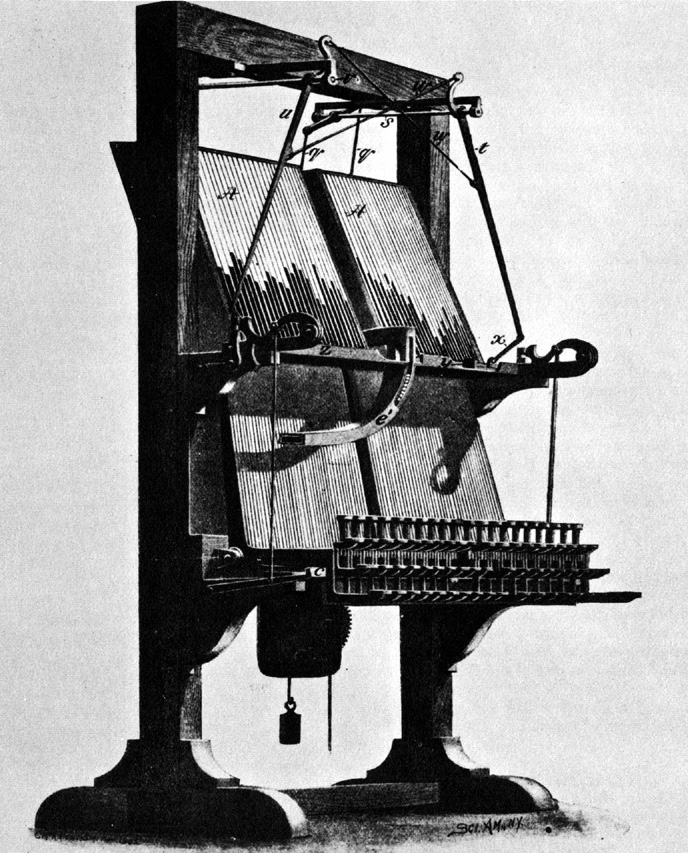
Die erste Setzmaschine, erfunden von Church

Church hatte es als erster geschafft, eine Maschine zu entwickeln, die den Setzvorgang automatisieren konnte. Die Setzmaschine besaß einen Rahmen aus Holz mit einer waagrechten Platte. Darüber ein pultartiges Gestell mit den Behältern für die Lettern. Unterhalb davon ein Querbalken, an dem die Tastatur zur Eingabe montiert war.
Die Maschine wurde mit Hilfe eines Uhrwerks mit Gewichten angetrieben, das durch ein Pedal wieder aufgezogen wurde. Durch den Druck einer Taste wurde die unterste Type aus dem Behälter freigegeben und fiel durch ihr Eigengewicht auf den vorderen Teil der Platte. Dort schob sie ein Stößel in die Mitte, wo sich der Sammelkanal für die Matrizen befand. Danach konnte die nächste Letter von der Tastatur ausgelöst werden. Die dadurch gesammelte, fertige Zeile musste noch mit der Hand ausgeschlossen werden. Das Ablegen der Typen nach dem Druck geschah ebenso per Hand. Jedoch hatte Church geplant, dass für den Satz stets neues Schriftmaterial verwendet wurde, weil gebrauchte Typen zu häufig in der Maschine stecken blieben. Aus diesem Grund entwarf und baute er auch die Schnellgießmaschine als Ergänzung. 
Obwohl seine Maschinen durchaus funktionierten, scheiterte die flächendeckende Einführung. Das Ziel der Mechanisierung, die Zeit- und Kostenersparnis für den Setzvorgang, konnte die Maschine nicht verwirklichen. Zu viele Arbeitsschritte mussten mit der Hand erfolgen und die Verwendung der herkömmlichen Handsatztypen aus dem Bleisatz erwies sich als nicht praktikabel. Sie blieben oft in der Maschine stecken, wodurch sich die Zeitersparnis verringerte. Nach William Church versuchten noch viele weitere Erfinder, Maschinen für Bleisatzlettern zu bauen, doch keiner hatte damit Erfolg. So bleibt die Maschine von Church als ein früher Versuch zur Mechanisierung der Satztechnik bestehen, ohne jedoch eine praxistaugliche Lösung darzustellen. Einige Prinzipien seiner Maschine fanden jedoch später in erfolgreicheren Erfindungen Einzug. Zum Beispiel wurden genau wie bei Church auch in der Linotype-Setzmaschine die Matrizen durch ihr Eigengewicht in die Sammelstelle befördert.
Church entwickelte zudem einen Dampfomnibus und gilt damit als einer der Ersten, der sich erfolgreich dem Bau von dampfgetriebenen Fahrzeugen widmete. Seine Busse boten 52 Passagieren Platz und konnten über längere Distanzen gefahren werden. So verkehrten mehrere dieser Busse ab 1832 zwischen London und Birmingham. Die Fahrgeschwindigkeit war allerdings gering, denn die Busse waren kaum schneller als ein Fußgänger.